# MetaFilter
MetaFilter er en community blog hvis formål er at dele links og diskutere indhold, som brugerne har opdaget på internettet.
Hjemmesiden blev grundlagt af Matthew Haughey i 1999. Haughey skrev selv koden til webstedet ved hjælp af softwaren Macromedia ColdFusion og Microsoft SQL Server.
I starten var medlemskab af sitet gratis, men på grund af den voksende medlemsskare blev der ofte lukket ned for nye tilmeldinger. 18. november 2004 genåbnede Haughey for tilmeldinger, men nu med et engangsgebyr på 5 US$ for at undgå oprettelser af personer der aldrig kom tilbage til sitet.
Time Magazine placerede i 2009 MetaFilter på deres liste over de 50 bedste hjemmesider.

## Undersøgelser
Medlemmer af sitet har flere gange arbejdet tæt sammen for at opklare bedrag og svindel. I maj 2001 spillede MetaFilter en central rolle i afdækningen af svindelnummeret med den fiktive Kaycee Nicole, der bestod i at en kvinde fra Kansas havde oprettet en falsk profil for sin angiveligt kræftsyge og døende datter.